# یوزف ریدر
یوزف ریدر (انگلیسی: Josef Rieder; ۲۶ دسامبر ۱۸۹۳ – ۱۳ ژوئیهٔ ۱۹۱۶) دوچرخه‌سوار اهل امپراتوری آلمان بود. وی در بازی‌های المپیک تابستانی ۱۹۱۲ شرکت کرده است.